# Max Eifert

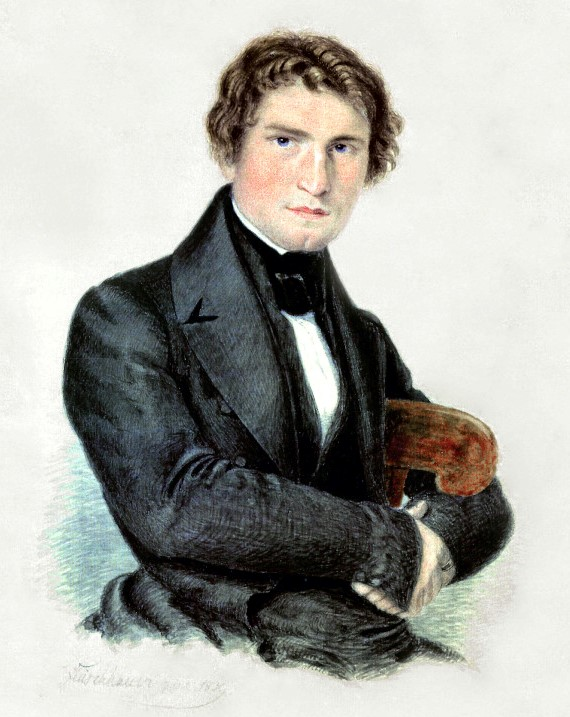
Max Eifert

Carl Maximilian Eifert (* 1. Juni 1808 in Tübingen; † 24. Dezember 1888 in Künzelsau) war ein württembergischer Pfarrer, Heimatforscher und Schriftsteller.

## Leben

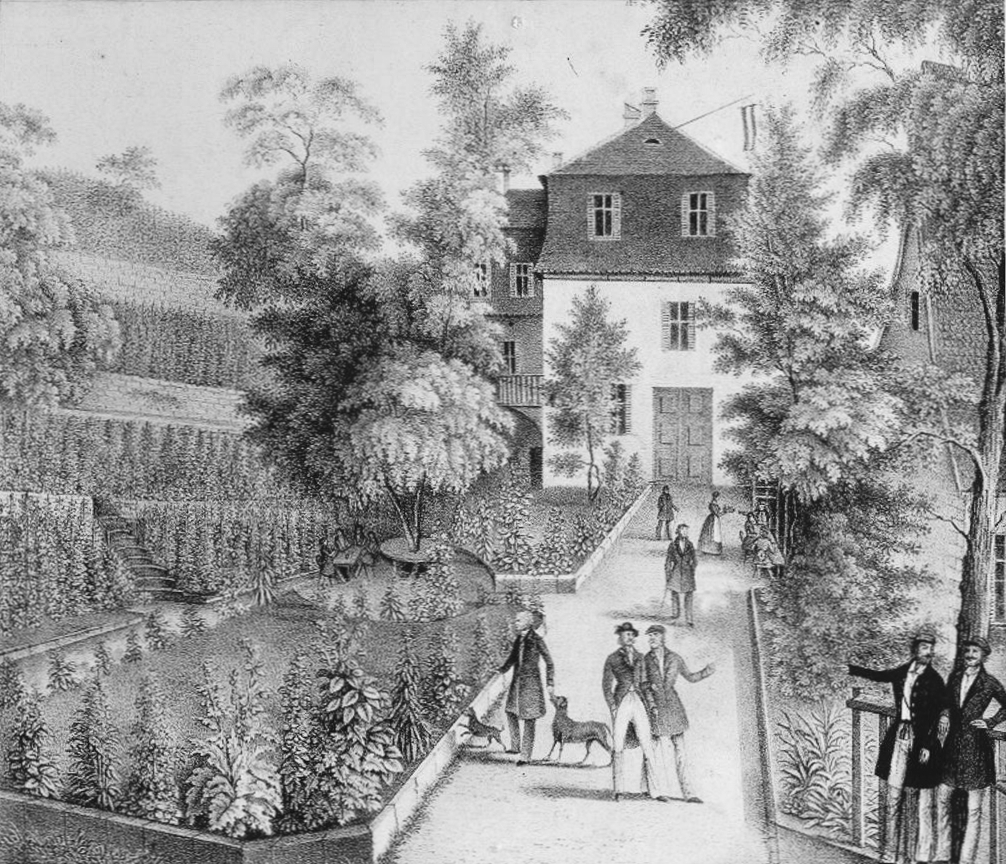
Max Eiferts Lebensmittelpunkt in Kindheit und Jugendjahren: Die Eifertei in Tübingen

Als Sohn des aus Sachsen eingewanderten Ernst Traugott Eifert († Nov. 1855), eines Buchdruckers, Lehrers und Gastwirts des Wirtshauses Eifertei, in dem die Alte Tübinger Burschenschaft ihren Sitz hatte, geboren, studierte Eifert nach dem Besuch des Lyzeums in Tübingen und des Gymnasiums in Stuttgart Evangelische Theologie in Tübingen. Während seines Studiums wurde er 1826 Mitglied der Alten Tübinger Burschenschaft/Feuerreiter.
Max Eifert war von 1840 bis 1849 Pfarrer in Calmbach und von 1849 bis 1881 in Eningen unter Achalm. Als er in Ruhestand ging, bat er um ein Stück Land, welches im 19. Jahrhundert noch weit außerhalb des Ortes lag. Die Gemeinde Eningen unter Achalm überließ ihm dieses Land entlang der jetzigen Lortzingstraße auf Lebenszeit.
Helene Lange, eine der wichtigsten Vertreterinnen der frühen deutschen Frauenbewegung, verbrachte 1864 als 16-Jährige ihr „Pensionsjahr“ für höhere Töchter im Haushalt Eiferts in Eningen. Der selbstverständliche Ausschluss der Frauen von jedem intellektuellen Gespräch schockierte sie und bestärkte in ihr wohl das Gefühl, sich für das Recht auf ein Frauenstudium einzusetzen. Zugleich war sie zutiefst fasziniert von dem Ehepaar, seiner Klugheit und seiner Offenheit. In ihren Lebenserinnerungen setzt sie dem Pfarrhaus und Max Eifert ein bemerkenswertes Denkmal.
Max Eifert erhielt 1871 den Königin-Olga-Orden und 1874 das Ritterkreuz des Friedrichs-Ordens I. Klasse. In Calmbach erinnert eine Straße an ihn, in Eningen eine Hinweistafel auf der nach ihm benannten „Eiferthöhe“.

## Familie und Nachkommen
Max Eifert war seit 1840 mit Adelgunde Hoffmann (1816–1877) verheiratet. Sie war eine Enkelin des Regierungsrats Carl Friedrich Feuerlein. Aus der Ehe gingen drei Kinder hervor, darunter der Sohn Max Eifert (1843–1923), der Professor und Oberschulrat in Nürtingen und Cannstatt war. Dieser gleichnamige Sohn hatte sechs Kinder, darunter Max Eiferts Enkel Arthur Eifert (1879–1947), württembergischer Pfarrer und von 1937 bis 1942 Dekan des Kirchenbezirks Vaihingen an der Enz. Arthur Eifert ist der Großvater von Martin Eifert, der seit dem 20. Februar 2023 Richter des Ersten Senats beim Bundesverfassungsgericht ist.

## Werke
- Das Wahrzeichen von Tübingen. Erzählung aus dem 15. Jahrhundert. Eifert, Tübingen 1847 (3. Aufl. 1863; Nachdrucke 1924, 1978).
- Geschichte und Beschreibung der Stadt Tübingen. Fues, Tübingen 1849 (Nachdrucke 1977, 1978, 1982)
- Nachrichten zur Geschichte von Calmbach und Höfen. Verlag der Stiftungspflege, Calmbach 1850 (Nachdruck 1993 und 2011 In: Fritz Barth: Biographie von C. M. Eifert).
- Namen-Büchlein oder Verzeichniß und Erklärung der gebräuchlichsten Taufnamen, mit beigefügten entsprechenden Bibelsprüchen. Für Eltern, Lehrer und Kinder. Eifert, Tübingen 1851 (2. Aufl. Baur, Reutlingen 1870).
- Der Führer durch Reutlingen und seine Umgebung. Palm, Reutlingen 1878.